# کانیس
کانیس (به هلندی: Kanis) یک منطقهٔ مسکونی در هلند است که در ووردن واقع شده‌است.